# Miasta w Bangladeszu
Według danych oficjalnych pochodzących z 2011 roku Bangladesz posiadał 18 miast oraz 239 miejscowości municypalnych o ludności przekraczającej 18 tys. mieszkańców. Stolica kraju Dhaka jako jedyne miasto liczyło ponad 5 milionów mieszkańców; 1 miasto z ludnością 1÷5 mln.; 2 miasta z ludnością 500÷1000 tys.; 35 miast z ludnością 100÷500 tys.; 47 miast z ludnością 50÷100 tys., 125 miast z ludnością 25÷50 tys. oraz reszta miast poniżej 25 tys. mieszkańców.

## Największe miasta w Bangladeszu
Największe miasta w Bangladeszu według liczebności mieszkańców (stan na 15.03.2011):
| L.p. | Miasto        | Prowincja | Liczba ludności |
| ---- | ------------- | --------- | --------------- |
| 1.   | Dhaka         | Dhaka     | 7 033 075       |
| 2.   | Ćottogram     | Ćottogram | 2 592 439       |
| 3.   | Khulna        | Khulna    | 663 342         |
| 4.   | Narajangondźo | Dhaka     | 543 090         |
| 5.   | Srihotto      | Srihotto  | 479 837         |
| 6.   | Tongi         | Dhaka     | 476 350         |
| 7.   | Radźszahi     | Radźszahi | 449 756         |
| 8.   | Bogra         | Radźszahi | 350 397         |
| 9.   | Barisal       | Barisal   | 328 278         |
| 10.  | Kumilla       | Ćottogram | 326 386         |

## Alfabetyczna lista miast w Bangladeszu
| - Abhajnagar - Achaura - Akkelpur - Alamdanga - Badargandź - Badźitpur - Bagerhat - Bagha - Bandarban - Banszchali - Baraigram - Barguna - Barisal - Barlecha - Baroiarhat - Barura - Beani Bazar - Belkuczi - Bera - Bhairab Bazar - Bhaluka - Bhanga - Bhangura - Bheramara - Bhola - Bhuapur - Birampur - Birganj - Boalmari - Boczangandź - Bogra - Brahmanbaria - Cox's Bazar - Czakaria - Czandina - Czandpur - Czar Fasson - Czarghat - Czatchil - Czaugacza - Czengar Czar - Czhagalnaija - Czhatak - Czittagong - Czowmohoni - Czuadanga - Czunarughat - Daganbhuijan - Damurhuda - Daudkandi - Debidwar - Derai - Dewangandź - Dhaka - Dhamrai - Dhanbari - Dinadźpur - Dohar - Dupczanczia - Durgapur - Durgapur - Dźagannathpur - Dźaipur Hat - Dźaldhaka - Dźamalpur | - Dźibannagar - Dźoszohor - Faridpur - Feni - Fulbari - Fulbaria - Gabtali - Gafargaon - Gaibanda - Galaczipa - Gangni - Gaurnadi - Gazipur - Ghatail - Ghoraszal - Goalunda Ghat - Gobindgandź - Godagari - Golapgandź - Gopalgandź - Gopalpur - Gouripur - Gurudaspur - Habigandź - Hadźigandź - Hakimpur - Harinakundu - Hatia - Homna - Hossainpur - Islampur - Iszurdi - Iszwargandź - Jhalakati - Jhenida - Jhikergacza - Kaczua - Kadamrasul - Kalapara - Kalaroa - Kalia - Kaliakair - Kaligandź - Kaliganj - Kalihati - Kalkini - Kanaighat - Karimgandź - Kasba - Katiadi - Kaunia - Kendua - Kesabpur - Khagraczari - Khulna - Kiszorgandź - Kompanygandź - Kot Czandpur - Kulaura - Kuliar Czar - Kumarkhali - Kumilla - Kurigram - Kushtia - Lakszam | - Lakszmipur - Lalmohan - Lalmonir Hat - Lalpur - Lama - Lohagara - Madargandź - Madaripur - Madhabdi - Madhabpur - Madhupur - Magura - Mahespur - Maheszkhali - Manikgandź - Manirampur - Matiranga - Matlab Bazar - Maulvi Bazar - Mehendigandź - Meherpur - Melandaha - Mirkadim - Mirpur - Mirzapur - Mohangandź - Mohanpur - Mojmonszinho - Mongla - Morrelgandź - Muksudpur - Muktagacza - Muladi - Munszigandź - Nabigandź - Nabinagar - Nageswari - Nakla - Nalczhiti - Nalitabari - Nandail - Nangalkot - Naogaon - Narail - Narajangondźo - Naria - Narsingdi - Nator - Nawabgandź - Netrokona - Nilphamari - Noakhali - Paba - Pabna - Pakundia - Panczagarh - Panczbibi - Pangsa - Parbatipur - Parszuram - Patgram - Patija - Patnitola - Patuakhali - Phulpur | - Pirgandź - Pirodźpur - Puthia - Radźbari - Radźszahi - Rahanpur - Raipur - Raipura - Ramgandź - Ramgarh - Ramgati - Rangamati - Rangpur - Rangunia - Raozan - Rupgandź - Sabhar - Saidpur - Sakhipur - Santahar - Santhia - Sariszabari - Satkania - Senbagh - Sibczar - Sibpur - Singair - Singra - Sitakunda - Sonagazi - Sonaimuri - Sonargaon - Sonatola - Sreebardi - Sreemangal - Srihotto - Sripur - Sudźanagar - Sunamgandź - Swarupkati - Szahdźadpur - Szahrasti - Szailkupa - Szajstogondźo - Szariatpur - Szarsza - Szatkhira - Szerpur - Szerpur - Szibgandź - Szibgandź - Sziradźgondźo - Szondip - Tangail - Tanore - Teknaf - Thakurgaon - Tongi - Triszal - Ulipur - Ullapara - Zandźira |